# Fehérlábú atlaszvida
A fehérlábú atlaszvida (Vidua purpurascens) a madarak osztályának verébalakúak (Passeriformes) rendjébe, azon belül a vidafélék (Viduidae) családjába tartozó faj.

## Rendszerezése
A fajt Anton Reichenow német ornitológus írta le 1883-ban, a Hypochera nembe Hypochera purpurascens néven.

## Előfordulása
Angola, Botswana, a Dél-afrikai Köztársaság, a Kongói Demokratikus Köztársaság, Kenya, Malawi, Mozambik és Tanzánia  területén honos. A természetes élőhelye szubtrópusi és trópusi száraz bokrosok és szavannák.

## Megjelenése
Testhossza 10–11 centiméter, testtömege 11,5-15,5 gramm.